# کسیمه (بازیکن فوتبال)
کسیمه (انگلیسی: Cosme; ۳۱ اوت ۱۹۲۷ – ۱۵ آوریل ۲۰۱۱) بازیکن فوتبال اهل اسپانیا بود.
از باشگاه‌هایی که در آن بازی کرده‌است می‌توان به باشگاه فوتبال هرکولس، باشگاه فوتبال الچه، و باشگاه فوتبال رئال مادرید اشاره کرد.